# Encyrtus chaerilus
Encyrtus chaerilus är en stekelart som beskrevs av Walker 1837. Encyrtus chaerilus ingår i släktet Encyrtus och familjen sköldlussteklar. Inga underarter finns listade i Catalogue of Life.